# Carlo Galimberti

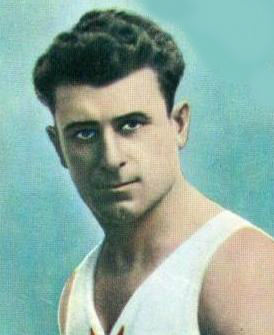
Carlo Galimberti

Carlo Pietro Galimberti (* 2. August 1894 in Rosario, Argentinien; † 10. August 1939 in Mailand) war ein italienischer Gewichtheber. Er wurde 1924 Olympiasieger im Mittelgewicht.

## Werdegang
Galimberti wuchs als Sohn italienischer Einwanderer in Rosario de Santa Fè, Argentinien, auf. Als Jugendlicher betrieb er verschiedene Sportarten, vor allem Fußball, wandte sich aber dann dem Gewichtheben zu. Nach dem Ersten Weltkrieg kehrte die Familie nach Mailand zurück und Carlo bestritt viele nationale Wettkämpfe mit großen Erfolgen. Aus diesem Grunde wurde er zu den Olympischen Spielen 1924 nach Paris entsandt, wo er die Goldmedaille im Mittelgewicht (bis 75 kg Körpergewicht) gewann. Auch an den nächsten drei Olympischen Spielen nahm er teil und gewann dabei noch einmal zwei Silbermedaillen.
Carlo Galimberti starb bereits 1939, er war erst 45 Jahre alt.

### Internationale Erfolge
(OS = Olympische Spiele, EM = Europameisterschaft, OD = olympischer Dreikampf, bestehend aus beidarmigem Drücken, Reißen und Stoßen, FK = Fünfkampf, bestehend aus dem OD + einarmigem Reißen und einarmigem Stoßen)
- 1924, Goldmedaille, OS in Paris, FK, Mi, mit 492,5 kg, vor Alfred Neuland, Estland, 455 kg und Jaan Kikas, Estland, 450 kg;
- 1928, Silbermedaille, OS in Amsterdam, OD, Mi, mit 332,5 kg, hinter Roger François, Frankreich, 335 kg und vor Scheffer, Niederlande, 327,5 kg und Franz Zinner, Deutschland, 322,5 kg;
- 1930, 2. Platz, EM in München, OD, Mi, mit 322,5 kg, hinter Kurt Helbig, Deutschland, 337,5 kg und vor Karl Hipfinger, Österreich, 305 kg;
- 1931, 2. Platz, EM in Luxemburg, OD, Mi, mit 332,5 kg, hinter Rudolf Ismayr, Deutschland, 342,5 kg und vor Arafa, Ägypten, 327,5 kg;
- 1932, Silbermedaille, OS in Los Angeles, OD, Mi, mit 340 kg, hinter Ismayr, 345 kg und vor Hipfinger, 337,5 kg;
- 1934, 4. Platz, EM in Turin, OD, Mi, mit 325 kg, hinter Ismayr, 347,5 kg, Heizmann, Österreich, 332,5 kg und Hipfinger, 330 kg;
- 1936, 7. Platz, OS in Berlin, OD, Mi, mit 332,5 kg, Sieger: Khadr Sayed El Touni, Ägypten 387,5 kg, vor Ismayr, 352,5 kg.

### Weltrekorde
(alle Weltrekorde wurden im Mittelgewicht aufgestellt)
im beidarmigen Drücken:
- 105 kg, 1928 in Amsterdam.

im beidarmigen Stoßen:
- 127,5 kg, 1924 in Paris.

im olympischen Dreikampf:
- 312,5 kg, 1924 in Paris,
- 320 kg, 1924 in Paris,
- 332,5 kg, 1928 in Amsterdam.